# Desiderio Fernando Davel
Desiderio Fernando del Carmen Davel (San Nicolás de los Arroyos, 23 de noviembre de 1857 - Buenos Aires, 27 de octubre de 1943) fue un médico pediatra y escritor argentino, pionero en la elaboración e introducción de la vacuna antirrábica en Latinoamérica a fines del siglo XIX.
Hijo de Pacomia Cobanera y Francisco Marcelino Davel, transcurrió su infancia en la estancia paterna El Carmen, de la ciudad de 25 de Mayo. En un principio, concurrió a un establecimiento educativo de dicha ciudad, pero luego tomó clases particulares en su hogar. Tras pasar cuatro años de pupilo en un colegio jesuita, comenzó sus estudios de medicina en la Universidad de Buenos Aires, primero como alumno regular y luego rindiendo libre. En 1882 fue designado practicante interino en el Hospital de Clínicas, donde permaneció hasta 1885.
En 1886, mientras se encontraba de viaje por Europa, fue convocado por el ministro José C. Paz a una reunión de médicos argentinos residentes en Francia, en la que le propuso trabajar junto a Luis Pasteur para aprendeher los avances y aplicaciones de la profilaxis antirrábica; incorporándose ese mismo año al laboratorio experimental que dirigía Pasteur. Poco después, ya de regreso a la Argentina, y con el instrumental médico de origen alemán que le había sido donado por Carlos Malbrán, inoculó la vacuna antirrábica a dos hermanos uruguayos de apellido Pinedo, que habían sido mordidos por un perro.Hasta ese entonces, la vacuna sólo había sido aplicada exitosamente en Francia catorce meses antes.Posteriormente, esta inoculación sería considerada el acto fundacional del actual Instituto de Zoonisis Luis Pasteur, de la ciudad de Buenos Aires, del que fue su director hasta 1900,año en que regresó a París para continuar sus estudios de pediatría. También se desempeñó como jefe del Servicio de Enfermedades Infecciosas del actual Hospital Pedro de Elizalde hasta ese año.
En 1910 se incorporó a la Academia Nacional de Medicina, membresía a la que renunció en 1922, como acto de protesta, ante la designación de autoridades directivas que consideró ilegítimas. Davel falleció en 1943 en Buenos Aires y fue sepultado en el Cementerio de la Recoleta.

## Publicaciones
- Tesis doctoral “Higiene de la alimentación infantil” (1885)
- Informe Oficial al Superior Gobierno de la provincia de Buenos Aires sobre “La rabia y el método de Louis Pasteur para prevenirla” (1887)
- Traite des maladies de L’infance (1899), coautor junto a Jacques-Joseph Grancher y Jules Comby.